# Hilyotrogus hirsutissimus
Hilyotrogus hirsutissimus är en skalbaggsart som beskrevs av Keith 2004. Hilyotrogus hirsutissimus ingår i släktet Hilyotrogus och familjen Melolonthidae. Inga underarter finns listade i Catalogue of Life.